# 90.ª División Ligera Africa
La 90.ª División Ligera "Africa" (en alemán: 90. leichte Afrika-Division) fue una división de la Alemania nazi que combatió en la Segunda Guerra Mundial, encuadrada en el Heer. Tras la derrota y rendición del Afrika Korps en Túnez, en mayo de 1943, dos meses después fue reconstituida en Cerdeña como 90.ª División de Granaderos Panzer (en alemán: 90. Panzer-Grenadier-Division).

## Denominaciones
Esta División se creó con el nombre de Afrika-Division z.b.V. (z.b.V. en alemán quiere decir para misiones especiales) con elementos del Afrika Korps. El 1 de abril de 1942 fue rebautizada como 90.ª División ligera de Infantería y el 26 de julio recibió el nombre de 90.ª División Ligera "Africa".
En julio de 1943 volvió reorganizarse en Cerdeña con el nombre de 90.ª División de Granaderos Panzer (Panzer-Grenadier-Division) y recibió el escudo de Cerdeña como insignia de la División. 

## Historial de operaciones
La división fue creada en agosto de 1941 como una agrupación de unidades sueltas que estaban integradas en el Afrika Korps y venían combatiendo en Libia desde comienzos de abril. Dado que cambió de denominación en diversas ocasiones, fue conocida coloquialmente como División África. Después de la derrota de las Fuerzas del Eje en la Batalla del Alamein hubo de retirarse hacia Túnez para hacer frente al Desembarco aliado en el Norte de África. La derrota alemana en Túnez llevó a la rendición de la unidad en mayo de 1943, junto al resto del Eje en África.
En el mes de julio, solo dos meses después de su destrucción, fue reconstituida en Cerdeña como una División de Granaderos Panzer. Tras el desembarco de los Aliados en el sur de Italia, fue trasladada en septiembre a la península itálica y allí combatió hasta el final de la contienda en Monte Cassino, Roma, Florencia, Rimini y Bolonia. A finales de abril de 1945 los restos de la División se rindieron a los Aliados a orillas del lago de Garda.

## Mandos

### Afrika Division
| Grado            | Nombre                  | Periodo                                       |
| ---------------- | ----------------------- | --------------------------------------------- |
| Mayor General    | Max Sümmermann          | 1 de septiembre - 10 de diciembre de 1941     |
| Mayor General    | Richard Veith           | 10 de diciembre de 1941 - 10 de abril de 1942 |
| Mayor General    | Ulrich Kleemann         | 10 de abril - 13 de julio de 1942             |
| Coronel          | Carl-Hans Lungershausen | 13 de julio - 10 de agosto de 1942            |
| Mayor General    | Ulrich Kleemann         | 10 de agosto - 1 de noviembre de 1942         |
| Teniente General | Theodor von Sponeck     | 1 de noviembre de 1942 - 13 de mayo de 1943   |

### 90. Panzer-Grenadier-Division
| Grado            | Nombre                     | Periodo                                          |
| ---------------- | -------------------------- | ------------------------------------------------ |
| Teniente General | Carl Hans Lungershausen    | 6 de julio - 10 de diciembre de 1943             |
| Teniente General | Ernst-Günther Baade        | 10 de diciembre de 1943 - 9 de diciembre de 1944 |
| Teniente General | Conde Gerhard von Schwerin | 9 - 27 de diciembre de 1944                      |
| Mayor General    | Heinrich von Behr          | 27 de diciembre de 1944 - 2 de mayo de 1945      |